# Ян Вертонген
Ян Берт Ливе Вертонген (на фламандски: Jan Bert Lieve Vertonghen), роден на 24 април 1987 г., е бивш белгийски професионален футболист, играещ като централен защитник.

## Клубна кариера

### Аякс
Започва да трени футбол в родния си Синт Никлас, после преминава в Жерминал, преди през 2003 г. да се премести в Холандия, където става част от Аякс. Дебюта си за първия отбор прави на турнир през 2006 г., като отбелязва дебютния си гол по изключително комичен начин – докато футболист получава помощ, Вертонген връща към вратаря, а топката влиза във вратата.
На 23 август 2006 прави дебюта в Шампионската лига в мач срещу ФК Копенхаген. След зимната пауза е изпратен под наем във Валвайк.
През сезон 2007-08 Вертонген се завръща в Аякс, но не успява да се наложи поради травма и присъствието на Джон Хейтинга и Томас Вермален в отбора. Въпреки това Йохан Кройф не скрива възхищението си от потенциала на младия футболист.
Сезон 2008-09 е преломен. След напускането на Джон Хейтинга, Вертонген става партньор на Томас Вермален в центъра на защитата, стартирайки в 23 от общо 26 мача.
През сезон 2009-10 новият треньор – Мартин Йол, продължава да налага Вертонген в центъра на защитата. Въпреки контузията, получена в световна квалификация срещу Испания, Вертонген се представя силно на клубно ниво, и отбелязва красив гол от пряк свободен удар на 13 септември при победата с 6–0 срещу НАК Бреда. След като капитана Томас Вермален напуска в посока Арсенал, партньор на Вертонген в защитата става Тоби Алдервейрелд. Въпреки колебливото представяне на отбора през първия полусезон, но през втория отборът не допуска загуба, като Вертонген има сериозен принос за постижението. В края на сезона се появяват слухове, свързващи го с трансфер в Нюкасъл, Барселона и Милан.
През следващия сезон Вертонген многократно заявява, че обмисля напускане. През май 2011 г. Франк де Бур потвърждава, че треньорът на Манчестър Сити - Роберто Манчини, е бил на трибуните по време на финала за Купата на Холандия, който Аякс губи с 3–2 от Твенте.
През сезон 2011-12 Вертонген се утвърждава като един от най-добрите и универсални играчи на Аякс. След впечатляващите му изяви срещу Манчестър Юнайтед в Лига Европа, Франк де Бур го избира за капитан на отбора. Обявен е и за Играч на сезона в Холандия.

### Тотнъм
На 8 юли 2012 г. Тотнъм плаща исканата от Аякс сума за Вертонген, и той преминава медицински прегледи. Ключов фактор за това Вертонген за избере Тотнъм пред Арсенал е желанието на Арсен Венгер да го ползва като дефанзивен полузащитник.
Вертонген отбелязва първия си гол за шпорите при победата с 3–2 като гост на Манчестър Юнайтед. Последват голове и срещу Суонзи Сити и Ливърпул. Вертонген пропуска реванша срещу Базел на 1/4-финалите на Лига Европа, който Тотнъм губи след дузпи. Бе избран в отбора на годината на ПФА за годината, като част от избраните защитници са Рио Фърдинанд, Лейтън Бейнс и Пабло Сабалета.
В началото на сезон 2014-15, Вертонген губи титулярното си място след идването на Маурисио Почетино. След контузията на Юнес Кабул, Вертонген се утвърждава отново като титуляр, оформяйки партньорство с Федерико Фацио.
Преди сезон 2015-16 към Тотнъм се присъединява бившия съотборник на Вертонген от Аякс – Тоби Алдервейрелд. В първите 10 мача от първенството, Вернонген и Алдервейрелд подновяват партньорството си в центъра на защитата от времето на Аякс, като в резултат от това Тотнъм допуска само 1 загуба.

## Национален отбор
Вертонген прави дебюта си за младежкия национален отбор през 2006 г. През 2007 г. прави дебюта си и за първия отбор, при загуба с 2–1 от Португалия. Първия сигол за националния отбор отбелязва в приятелски мач срещу Чехия, изгубен с 3–1.
На 13 май 2014 г. Вертонген попада в състава на националния отбор за Световното първенство през 2014. Играе през всичките 5 мача на Белгия на първенството. След края на първенството, Вертонген е използван като ляв защитник, а в центъра на защитата действат Венсан Компани и Томас Вермален.

## Трофеи

### Аякс
- Шампион на Холандия (2): 2010/11, 2011/12
- Купа на Холандия (1): 2009/10